# Anna Cornelia Holt
Anna Cornelia Holt (Zwolle, 1671 - 1692) fue una pintora de finales del siglo XVII de los Países Bajos.

## Biografía
Fue hija de Herman Holt (1643–1672), concejal de Zwolle, y Armarenta Holt (d. 1714).  Era prima de Aleida Greve y Sophia Holt. Junto con sus primas, recibió clases de pintura del pintor Wilhelmus Beurs. Ella era la menor de las cuatro alumnas de Beurs. Las cuatro discípulas de Beurs fueron honradas con una dedicatoria en el libro que publicó su maestro el año 1692. Su Autorretrato con fruta, es muy similar al autorretrato creado por Aleida Greve de su misma edad. Falleció relativamente joven y sin conocerse que hubiera estado casada.